# Mali na Letnich Igrzyskach Olimpijskich 1996
Mali na Letnich Igrzyskach Olimpijskich 1996 reprezentowało 3 zawodników: 1 mężczyzna i 2 kobiety. Był to 8 start reprezentacji Mali na letnich igrzyskach olimpijskich.

## Skład kadry

### Lekkoatletyka
Mężczyźni
- Ousmane Diarra – bieg na 100 m – odpadł w ćwierćfinale
- Ousmane Diarra – bieg na 200 m – odpadł w eliminacjach

Kobiety
- Aminata Camara – bieg na 110 m przez płotki – odpadła w eliminacjach
- Oumou Traoré – rzut dyskiem – 39. miejsce